# Metrologia
|  | No s'ha de confondre amb Meteorologia. |

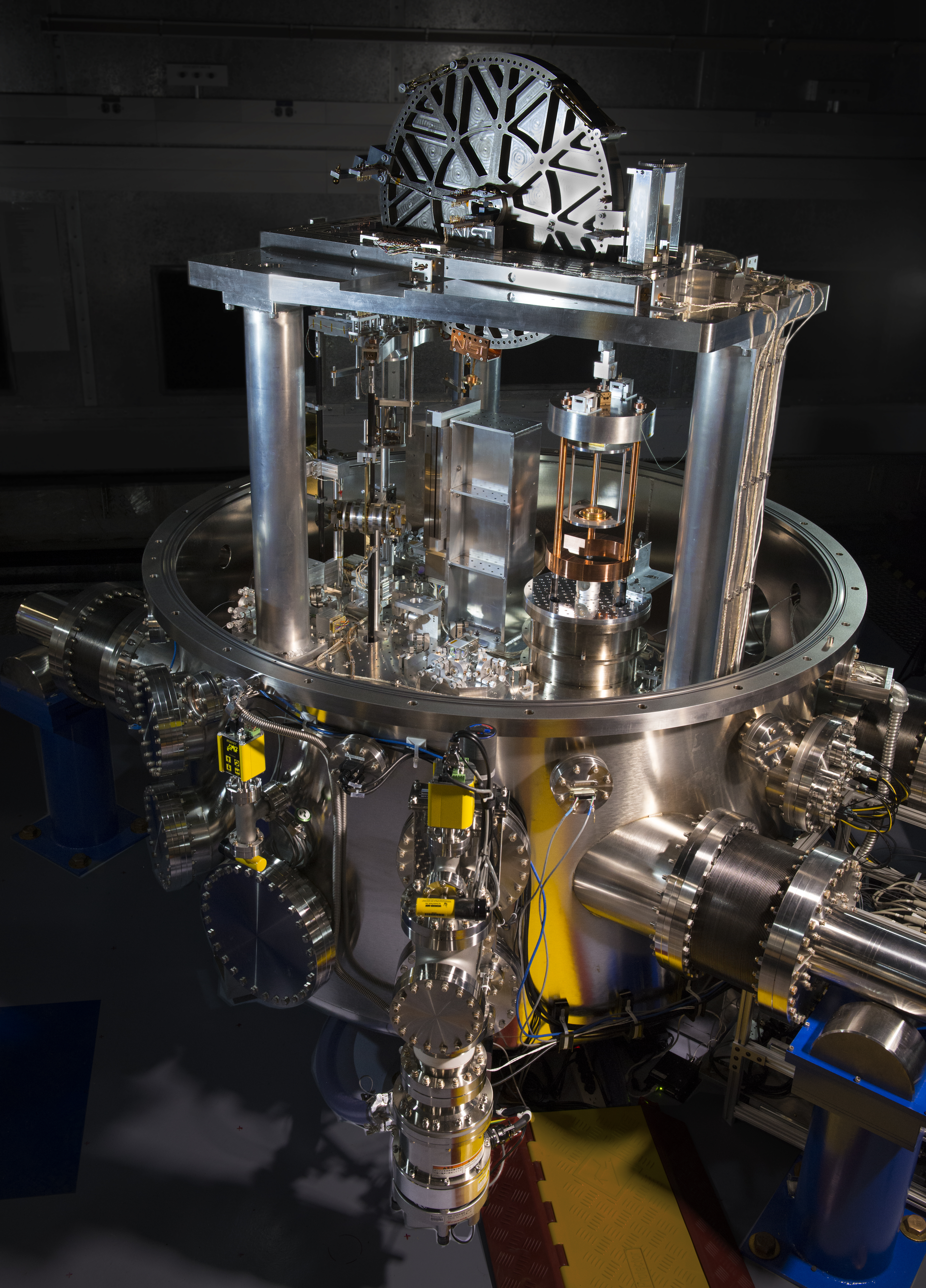
Balança de Kibble.

La metrologia és la branca de la ciència i de la tecnologia dedicada, fonamentalment, a l'estudi del mesurament de les magnituds escalars i ordinals, la definició de les unitats de mesura i dels patrons de mesura.
En el Sistema Internacional d'Unitats (SI) es consideren fonamentals les unitats de: longitud, massa, temps, intensitat de corrent, temperatura, intensitat lluminosa i quantitat de substància. La resta d'unitats es poden considerar derivades de les fonamentals, amb l'excepció de la unitat de mesura 1 (nombre ú) aplicable a les magnituds "adimensionals", en les que tots els exponents de les seves dimensions són zero.

## Introducció
El Vocabulari Internacional de Metrologia (VIM), del qual l'Oficina Internacional de Pesos i Mesures (BIPM) és un dels coautors, defineix la metrologia com "la ciència dels mesuraments i les seves aplicacions". La metrologia abasta tots els aspectes teòrics i pràctics dels mesuraments siguin quins siguin la incertesa de mesura i el camp d'aplicació.
Per tal d'evitar confusions, cal destacar que la teoria de la mesura no pertany a la metrologia sinó a l'anàlisi matemàtica.
La metrologia es pot referir a molts camps diferents i per a cada camp té una aplicació:
- Metrologia científica: Està adreçada als sistemes de quantitat, a l'establiment d'unitats de mesura, al desenvolupament de mètodes de mesura, a la creació d'uns estàndards de mesura i a la transferència de la informació sobre aquests estàndards a la societat en general.
- Tècnica industrial: Es refereix a l'aplicació de la ciència de la mesura en processos de producció industrials i del seu ús en la societat, per exemple el calibratge dels instruments de mesura i el control de la seva qualitat.
- Metrologia legal: Estableix les normatives que requereixen tant les mesures com les eines de mesura per a la protecció de la salut, de la seguretat publica, del medi ambient...

## Desenvolupament històric
La metrologia ha existit en alguna forma o una altra des de l'antiguitat. Les formes més primerenques de la metrologia no eren més que uns estàndards arbitraris que havien estat establerts per les autoritats regionals o locals, sovint basats en mesures pràctiques, com ara la longitud d'un braç. Els primers exemples d'aquestes mesures estandarditzades són la longitud, el temps i el pes. Aquests estàndards es van establir amb la finalitat de facilitar el comerç i d'enregistrar les activitats desenvolupades per l'ésser humà.
Fins a la revolució científica ni els químics ni els físics van fer progressos rellevants en la matèria de la metrologia. Amb els avenços en les ciències, la comparació de resultats experimentals amb els teòrics va requerir un sistema racional d'unitats, que no va ser possible fins que no va arribar la metrologia moderna. Aquests avenços van fer possible l'avenç en el camp dels àtoms, de l'electricitat o de la termodinàmica.
La metrologia va ser, així, una de les precursores de la Revolució Industrial, i era necessària per a l'execució de la producció en massa, els equips en comú i les línies de muntatge.
La metrologia moderna té les seves arrels en la Revolució Francesa, amb la motivació política per harmonitzar totes les unitats a França i el concepte d'establiment d'unitats de mesura basades en les constants de la naturalesa, amb l'objectiu que les unitats de mesura estiguessin disponibles "per a totes les persones, de tots els temps". En aquest cas, es deriven una unitat de longitud de les dimensions de la Terra, i una unitat de massa d'un cub d'aigua. El resultat van ser els estàndards de platí per al metro i el quilogram que es van establir com la base del sistema mètric el 22 de juny de 1799. Això a més va portar a la creació del Sistema Internacional d'Unitats. Aquest sistema ha aconseguit una acceptació sense precedents a tot el món com a definicions i estàndards bàsics de les unitats de mesura modernes. Encara que no és el sistema d'unitats oficial de totes les nacions, les definicions i especificacions del SI són globalment acceptats i reconegudes. El SI es manté sota els auspicis de la Convenció del Metro i de les seves institucions, la Conferència General de Pesos i Mesures, o CGPM, la seva branca executiva del Comitè Internacional de Pesos i Mesures, o CIPM, i el seu òrgan tècnic de l'Oficina Internacional de Pesos i mesures, o la BIPM.

## Traçabilitat metrològica
Un concepte central en matèria de metrologia és la traçabilitat metrològica, [5] definida pel VIM com una "propietat d'un resultat de mesura gràcies a la qual aquest resultat pot ser relacionat amb una referència mitjançant una cadena ininterrompuda i documentada de calibratges, que contribueixen a la incertesa de mesura." La traçabilitat metrológica estableix la comparabilitat dels mesuraments: si el resultat d'un mesurament pot ser comparat amb l'anterior, un resultat de la mesura de fa un any, o el resultat d'un mesurament dut a terme arreu del món.
La traçabilitat metrològica s'aconsegueix sovint mitjançant el calibratge, establint la relació entre la indicació d'un instrument de mesura i el valor d'un patró de mesura. Els patrons de mesura solen ser coordinats pels instituts nacionals de metrologia: Institut Nacional de Patrons i Tecnologia dels EUA, el Laboratori Nacional de Física, del Regne Unit, Physikalisch-Technische Bundesanstalt, d'Alemanya, etc.
Traçabilitat, exactitud, precisió, biaix sistemàtic i avaluació de la incertesa del mesurament són parts fonamentals de la gestió de qualitat d'un sistema.

## Conceptes bàsics

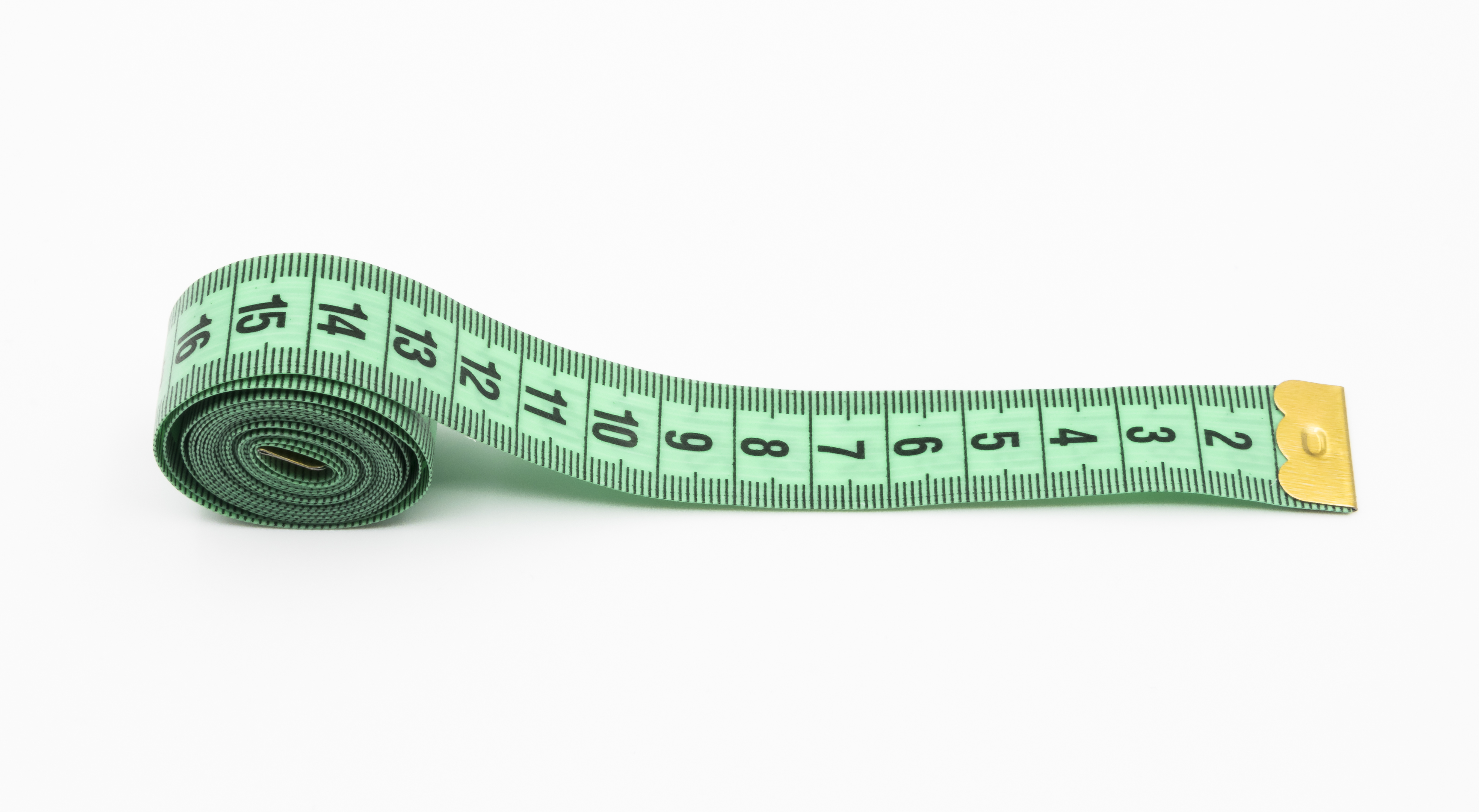
Eina de mesura

- Els errors poden realitzar mesures i recomptes incorrectes. Encara que no hi hagi errors, gairebé totes les mesures són encara inexactes. El terme 'error' es reserva per a la inexactitud, també anomenada la incertesa de mesura. Entre les poques mesures exactes hi ha:

- Absència de la quantitat que es mesura, com un voltímetre amb els cables en curtcircuit: l'aparell hauria d'indicar exactament zero.
- Mesura d'una constant acceptada sota condicions de qualificació, com el punt triple de l'aigua pura: el termòmetre hauria de llegir 273,16 kelvin (0,01 graus Celsius, 32,018 graus Fahrenheit) quan els equips qualificats s'utilitzen correctament.
- Autocontrol relació mesures mètriques, com un potenciòmetre: la relació entre els passos s'ajusta i es comprova de manera independent per a evitar una inexactitud influent.

Totes les altres mesures o bé han de ser revisades per ser prou correctes o bé han de ser deixades a l'atzar. La metrologia és la ciència que corregeix situacions específiques de mesura. La distinció precisa entre l'error de mesura i els errors no està establerta i varia segons el país. Els estudis de repetibilitat i reproductibilitat ajuden a quantificar la precisió: un mètode comú és un mesurador de ANOVA R&R d'estudi.
El calibratge és el procés on la metrologia s'aplica als equips de mesura i els processos per garantir la conformitat amb un estàndard de mesura conegut, generalment atribuïble a una junta nacional de les normes.
Els laboratoris de metrologia són llocs on es du a terme tant feina relativa a metrologia com feina de calibratge. Els laboratoris de calibratge, en canvi, només s'especialitzen en aquest àmbit.
Tant els laboratoris de metrologia com els de calibratge han d'aïllar el lloc de treball de possibles influències que puguin afectar els valors obtinguts per als projectes que tinguin entre mans. Temperatura, humitat, vibracions, subministrament d'energia elèctrica, l'energia radiada així com altres múltiples influències externes han de ser controlades sovint. En general, el que resulta més perjudicial en l'obtenció de qualsevol valor durant el procés de la metrologia són els canvis i/o inestabilitats que pugui experimentar el sistema.
El procés de metrologia i calibratge que s'ha descrit anteriorment va sempre acompanyat de la seva corresponent documentació. La documentació es pot dividir en dos tipus: una relacionada amb la tasca i l'altra relacionada amb el programa administratiu. La documentació de treball inclou els procediments de calibratge i les dades recollides. La documentació del programa d'administració inclou dades d'identificació de l'equip, els certificats de calibratge, la informació sobre l'interval de calibratge i les notificacions de " fora de tolerància ".
Els programes d'administració proporcionen la normalització del treball de metrologia i calibratge i fan possible verificar, de manera independent, que la feina es va dur a terme. En general, el programa administratiu és específic de l'organització que realitza el projecte i està adreçat a cobrir les necessitats i exigències del client.

## Patrons de mesura

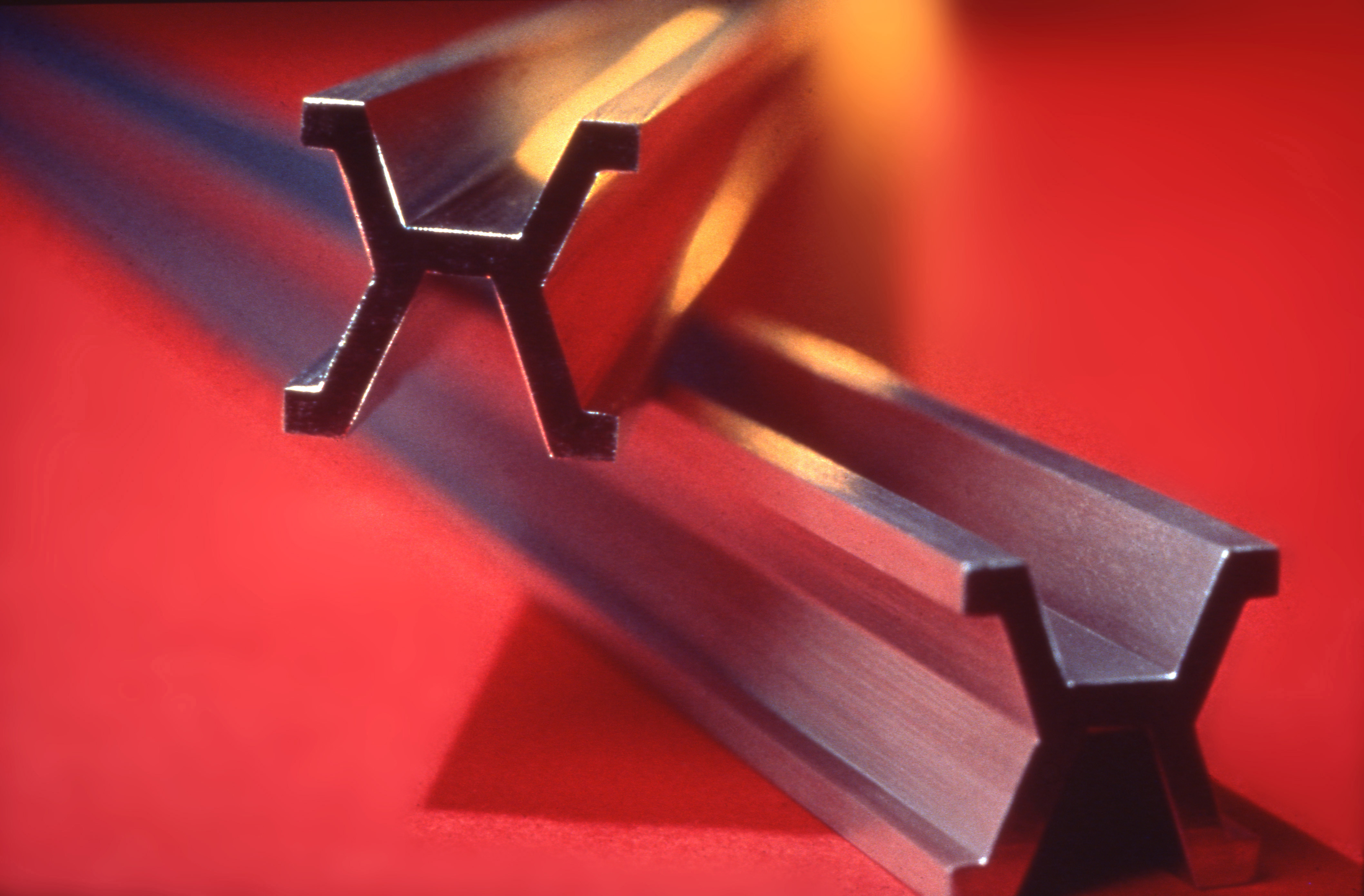
Prototipus històric del patró del metre

Els patrons de mesura són objectes o idees que han estat designats com autoritaris, per alguna raó acceptada. Sigui quin sigui el valor que tenen és útil per a la comparació amb incògnites amb el propòsit d'establir o confirmar un valor assignat que es basa en el patró de mesura. El disseny d'aquest procés de comparació de mesuraments és la metrologia. L'execució de les comparacions de mesuraments amb el propòsit d'establir la relació entre un patró de mesura i algun altre dispositiu de mesura és el calibratge.
Patrons de mesura específics per a la indústria
A més dels patrons de mesura creats per les organitzacions nacionals i internacionals que s'hi dediquen, moltes empreses industrials grans i petites també defineixen patrons i procediments de metrologia propis, per tal de satisfer les seves necessitats particulars de fabricació d'una manera tècnica i econòmicament competitiva. Aquestes normes i procediments es basen en els patrons de mesura nacionals i internacionals però estan més enfocats cap a l'activitat productiva, considerant la maquinària que s'utilitza i el nombre de vegades que és necessari emprar-la. D'aquesta manera, aquests patrons específics per a la indústria suposen la base d'un correcte control del procés de fabricació i de les especificacions del producte.
En matèria de metrologia industrial, hi ha diverses qüestions, més enllà de la precisió, que limiten l'ús dels mètodes de metrologia. Aquests inclouen:
- La velocitat amb què es poden realitzar els mesuraments sobre les peces o superfícies durant el procés de fabricació, que ha de coincidir amb el temps Takt de la línia de producció (temps de cicle).
- La capacitat que s'ha de complir amb la perfecció en el mesurament de la peça fabricada, segons figura en l'alta definició de metrologia,
- La capacitat del mecanisme de mesura per operar de manera fiable en un entorn de la planta de fabricació tenint en compte la temperatura, vibracions, pols, i una sèrie d'altres factors hostils potencials,
- La capacitat dels resultats de mesura, tal com es presenten, per poder ser assimilats pels operadors de fabricació o d'automatització a temps per tal de controlar eficaçment les variables del procés de fabricació, i
- El cost financer total de la mesura de cada peça.

## Instruments de mesura
En física i enginyeria s'empren una gran varietat d'aparells per dur a terme les seves mesures. Des d'objectes senzills com regles i cronòmetres fins a microscopis electrònics i acceleradors de partícules. Alguns instruments de mesura són:
| Per mesurar massa: - Balança - Bàscula - Espectròmetre de masses - Cataròmetre Per mesurar temps: - Calendari - Cronòmetre - Rellotge - Rellotge atòmic - Datació radiomètrica Per mesurar longitud: - Cinta mètrica - Regle graduat - Peu de rei - Nònius - Micròmetre - Rellotge comparador - Interferòmetre - Hodòmetre Per mesurar angles: - Goniòmetre - Sextant - Transportador Per mesurar temperatura: - Termòmetre - Termoparell - Piròmetre Per mesurar pressió: - Baròmetre - Manòmetre - Tub de Pitot - Sonòmetre (pressió sonora) Per mesurar velocitat: - Velocímetre - Anemòmetre (velocitat del vent) - Tacòmetre (velocitat d'un eix) | Per mesurar propietats elèctriques: - Electròmetre (càrrega) - Amperímetre (intensitat) - Galvanòmetre (intensitat) - Ohmetre (resistència) - Voltímetre (tensió) - Wattímetre (potència elèctrica) - Multímetre (tots els valors anteriors) - Pont de Wheatstone - Oscil·loscopi Per mesurar volum - Pipeta - Proveta - Bureta - Matràs aforat Per mesurar altres magnituds: - Cabalímetre (cabal) - Colorímetre - Comptador Geiger - Dinamòmetre (força) - Duròmetre (duresa) - Espectròmetre - Espectroscopi - Luxímetre (Il·luminació) - Microscopi - pH-metre (pH) - Piranòmetre - Radiòmetre de Nichols - Sismògraf |

## Aplicacions

### Tolerància de fabricació
En la fabricació en sèrie de grans quantitats de peces (i també en la fabricació de prototipus singulars) cal assegurar un interval adequat de mides que permeti una total bescanviabilitat de les peces de cara a muntar un conjunt perfectament funcional. És evident que aquest requisit implica mesurar les peces i seleccionar-les segons criteris metrològics.

### Reglaments esportius
Una porteria de futbol, una cistella de basket, la llargària d'una espasa d'esgrima, el pes d'un bobsleigh, una javelina, etc... tenen unes dimensions definides pel reglament corresponent. La metrologia ensenya i defineix els paràmetres i mètodes de mesura.

### Reglaments sobre vehicles o equipaments de competició
Alguns exemples concrets:
MotoGP
- Canvis previstos pel 2027.[5]

Fórmula 1.
- Regulacions tècniques.[6]

IndyCar Series
Copa Amèrica de vela
- AC75 Class Rule v2.0.[7]

Tobogan (esport)
- 2023 International Rules SKELETON.[8]

Bobsleigh
- Regles de bobsleigh de 2023.[9]

Esgrima
- Regles d'esgrima.[10]